# Oursin à têtes rondes
Echinops sphaerocephalus
Espèce
Classification phylogénétique
L'Oursin à têtes rondes ou Azurette (Echinops sphaerocephalus) est une espèce de plantes à fleurs du genre Echinops et de la famille des Astéracées (ou Composées). 
Assez commun dans les montagnes du sud de la France et plus généralement en Europe méridionale et centrale, il est naturalisé dans d'autres régions d'Europe occidentale.

## Description
Plante vivace d'assez grande taille (50 cm à 1 m), à poils collants, fleurissant en été et poussant dans les lieux ensoleillés, rocheux ou broussailleux. Grandes feuilles molles, à revers tomenteux, pennatifides à lobes épineux. Tige blanchâtre, ridée et légèrement velue. Inflorescence le plus souvent solitaire, globuleuse et assez grosse (4 à 5 cm de diamètre), à fleurs blanchâtres ou bleu-gris.

## Caractéristiques
- Organes reproducteurs :
  - Type d'inflorescence : capitule de capitules
  - Répartition des sexes : hermaphrodite
  - Type de pollinisation : entomogame, autogame
  - Période de floraison : juillet à septembre
- Graine :
  - Type de fruit : akène
  - Mode de dissémination : anémochore
- Habitat et répartition :
  - Habitat type : friches vivaces xérophiles, médioeuropéennes, mésothermes
  - Aire de répartition : méditerranéen (eury)

Données d'après : Julve, Ph., 1998 ff. - Baseflor. Index botanique, écologique et chorologique de la flore de France. Version : 23 avril 2004. 

## Synonymes
- Echinops cirsiifolius K.Koch
- Echinops macedonicus Formánek
- Echinops major St.-Lag.
- Echinops maximus Siev.
- Echinops multiflorus Lam.
- Echinops setaceofimbriatus (Andrae) Simonk.
- Echinops viscosus Rchb.
- Echinopus major Bubani
- Sphaerocephalus multiflorus Kuntze